# 성장드라마 반올림
《성장드라마 반올림》은 2003년 11월 29일부터 2007년 3월 4일까지 방송되었던 드라마 작품이다.

## 성장드라마 반올림 시즌 1

### 개요
이 시즌은 여타 청소년 드라마와는 달리 여중생(여자 중학교 2학년~3학년)의 시선에서 이끌어나가는 드라마 작품이다. 대한민국의 그저 평범한 중학생인 주인공 이옥림을 중심으로 가정과 학교에서 벌어지는 다양한 인간 군상의 모습을 담아, 촬영 학교는 경기도의 과천시의 과천중학교를 섭외하여 촬영하였다.
2003년 11월 29일부터 2005년 2월 20일까지 방송되었으며, 당초 2003년 11월 8일부터 방송될 예정이었으나 출연진 캐스팅 문제에 기인하여 3주 동안 특집 《아름다운 친구들》을 우선 편성하여 2003년 11월 29일부터 방송을 개시하였다. 첫 회부터 매주 토요일 오후 5시 50분에 방송되었다가 가을 개편 이후 2004년 11월 7일부터 매주 일요일 아침 8시로 변경되었다.

### 기획 및 작가진
- 엄기백, 김종식 (총괄프로듀서)
- 장성환 (책임프로듀서)
- 홍진아 (메인작가)
- 홍자람
- 권기경
- 임은하 (구성작가)
- 이지수

### 주연 및 조연(게스트)
- 고아라 - 이옥림 역
- 서현석 - 장욱 역
- 엄홍식 - 유아인 역
- 이은성 - 서정민 역
- 현정은 - 이윤정 역
- 김시후 - 이순신 역
- 김정민 - 박세리 역
- 오햇님 - 이예림 역
- 박훈정 - 이하림 역
- 주보비
- 김용호 - 박용우 역
- 강석우 - 이상흠 역
- 이응경 - 김성희 역
- 김하균 - 김정식(담임) 역
- 김예령 - 욱의 엄마 역
- 이영범 - 욱의 아빠 역
- 김혜옥 - 세리의 엄마 역
- 박준희 - 조 선생 역
- 전현 - 남 선생 역
- 오욱철 - 정 선생 역
- 추자현 - 옥림 나레이션 역(1회~49회)
- 함은정 - 예림의 친구 역(5회)
- 류덕환 - 황태민 역(9회)
- 오유나 - 장미연 역(20회)
- 곽지민 - 강동희 역(33회~41회)
- 김희정 - 이유리 역(36회~37회)
- 성인규 - 이정훈 역(38회)
- 고정민 - 공연희 역(42회)
- 허이재 - 어린 공연희 역(42회)
- 나해령 - 11살 옥림 역(43회)
- 이경진 - 박초연 역(47회)
- 이민호 - 이진호 역(55회~63회)
- 양승호 - 정강수 학생 역
- 최은숙 - 한세윤 여사(정강수 학생의 외할머니) 역

### 배경과 줄거리
옥림은 어렸을 때부터 친하게 지낸 욱에게 좋아하는 마음이 있었지만 단짝인 정민과 사귀게 되자 포기하고 얼떨결에 아인과 사귀게 된다. 오래 못 가 욱은 정민과의 권태기로 헤어지고 옥림에게 매력을 느껴 좋아하는 마음이 생기게 된다. 이후 삼각관계의 전모를 알게 된 아인은 옥림과 헤어지고 미안한 마음에 옥림은 아인을 붙잡아 보지만 계속해서 냉소적 반응을 보이자 옥림 또한 마음을 접는다. 멀리 이사를 가게 된 옥림은 모든 사람들과 헤어지게 된다.
옥림의 삼각관계 에피소드 외에도 주변 친구들과 주변 어른들에게서 일어나는 일들도 심도 있게 다룬다.

### 대표적인 에피소드
- 17회 마녀의 조건

정민의 왕따 논란을 일으킨 에피소드. 지각으로 운동장을 뛰는 벌칙 대신 노래를 부르라는 선도부짱에게 정민은 유치하고 어이 없다고 맞선다. 선도부짱은 계속 정민의 앞에 나타나 사과하라고 강요하지만 정민은 자신은 잘못한 게 없다며 선도부짱의 말에 맞받아친다. 다음날 선도부짱은 정민은 무시하고 정민의 반 아이들만 집중적으로 괴롭히며 정민을 당혹하게 하고 친구들에게서 뭇매를 맞는다. 사과를 해보지만 때는 늦었고 선도부짱의 반 아이들을 향한 괴롭힘의 강도는 더욱 심해져 간다. 더 이상 사태를 간과할 수 없는 정민은 처음에 선도부짱 시킨 노래를 부르며 이 에피소드는 막이 내린다.
- 25회 봄날은 가고

40대 중년 가장을 대표한 에피소드. 구조조정에 위기감을 느낀 옥림의 아빠는 더욱 긴장하며 열심히 일하지만 불안한 마음을 감출 수 없어 가족들에게 신경질을 내게 된다. 옥림의 담임은 교장에게 새로운 수업법에 관한 보고서에 질타를 받고 예전에 화려하고 당당하기만 했던 시절을 떠올리며 자신을 원망한다. 옥림의 아빠와 담임은 서로가 누군지 모른 채 만나며 통하게 된다. 이후 옥림의 아빠는 다행히 구조조정을 비켜가 안심하고, 담임은 새로운 수업법을 발표하고 직접 실천하며 애들과 가까워지려 한다.
- 45회 세리의 첫사랑

세리의 짝사랑 에피소드. 남부럽지 않은 환경에 자신을 과시하고 다니는 세리는 천하태평 자신만만이다. 하지만 그런 세리도 욱의 목젖을 보고 반하고 욱을 볼때마다 심장이 뛰어 미칠 지경이다. 세리는 금방 반아이들에게 들통나고 옥림을 비롯한 친구들은 세리를 적극적으로 지지해준다. 난생처음 남자와의 데이트에 긴장 가득된 세리는 어설프기만 하고 헤어지기 전 욱에게 고백해보지만 욱은 거절하고 세리는 충격을 받는다. 며칠 뒤 아무렇지 않은 본래 자신의 모습으로 나타나며 세리의 짝사랑은 막내리게 된다.

### 사운드트랙
- 01 지지마 - 전혜선[2]
- 02 BK Love - MC 스나이퍼
- 03 ING - ING
- 04 시에스타 - Fortune Cookie
- 05 OKAY - 주석
- 06 비타민 - 전혜선
- 07 널 사랑해 - 주니퍼
- 08 방학 - 슈가 도넛
- 09 산타 아버지 - 박해진
- 10 돌아와 - 김초롱
- 11 Don't Cry Baby - Free Design
- 12 우정 (Piano Instrumental)

## 성장드라마 반올림 시즌 2

### 개요
이 시즌은 전작인 시즌 1보다 한층 더 업그레이드 된 형태로 여자 주인공 이옥림이 어느덧 고교생(고교 신입생 1학년)이 되어 겪는 일상의 소소한 일들을 그려내고 있다. 아직 옥림은 어린애 딱지를 모두 뗐다고 하기는 어렵지만 중학생 시절에 비하면 내면의 성숙을 보여주고 있으므로 시즌 1보다 또 하나의 전환점을 제공하였다. 촬영 학교는 논산여자상업고등학교를 섭외하여 촬영하였다.
2005년 3월 6일부터 2006년 2월 26일까지 방송되었으나 기존에 방송한 지구촌 오지 체험 예능 프로그램인 '도전! 지구탐험대'가 안전 사고 문제가 계속 거론되어 프로그램 폐지 이후에 2005년 11월 6일부터 매주 일요일 아침 8시 50분으로 변경되었다.

### 기획 및 작가진
- 김종식 (총괄프로듀서)
- 장성환 (책임프로듀서)
- 박선자 (메인작가)
- 권기경
- 한순정
- 노유경
- 임은하 (구성작가)

### 주연 및 조연(게스트)
- 고아라 - 이옥림 역(주인공)
- 김기범 - 주여명 역
- 이은성 - 서정민 역
- 정화영 - 하은심 역
- 연제욱 - 고상필 역
- 임세미
- 서지승
- 정선화
- 김정산
- 강석우 - 이상흠 역
- 이응경 - 김성희 역
- 박훈정 - 이하림 역
- 오연서 - 이예림 역
- 김현주 - 이은영(정민 어머니) 역
- 안내상 - 최성범(학생 주임) 역 - 용띠 노총각 선생
- 박형재 - 여석두(옥림이 담임 및 한국사 교사) 역
- 정승호 - 주승덕(주여명의 아버지) 역
- 김희철 - 백진우 역 (아역 : 강다빈)
- 곽민호 - 곽종복 역
- 김규철 - 서삼직(서정민의 아버지) 역 (8회) - 극중 2001년 11월 서정민 어머니 이은영과 이혼
- 김기현 - 김판걸(김 교장) 역
- 차광수 - 장치보 교수(정민 어머니 이은영의 새 애인 장 교수) 역 - 극중 1991년 3월 전처와 결혼하였지만 3년 3개월 후 성격차이로 인하여 1994년 6월 자식도 남기지 못하고 전처와 이혼
- 최은숙 - 장은성 여사(장치보 교수의 큰누나) 역

### 배경과 줄거리
이사를 오고 1년이 지나 고교생이 된 옥림은 자뻑 심한 여명을 만나게 된다. 여명에게 악감정으로 똘똘 뭉친 옥림은 저주하듯 싫어했지만 여명의 따뜻한 마음과 진심을 알고 여명의 고백을 받아들여 사귀게 된다.

### 사운드트랙
- 01 언제든지 - 정동현 (休)
- 02 Mode 1 (Feat. 앙리) - 이신성
- 03 친구야 놀자! - 우연주
- 04 Go Away (웃어봐) - 이신성
- 05 Mode 2
- 06 I Just Wanna - 정동현 (休)
- 07 You Don't Wanna Be Love - 이경화
- 08 Mode 3
- 09 나는 너에게 - 정동현 (休)
- 10 눈을 감으면 - 김태헌
- 11 I Need You
- 12 대박 우리들 - 우연주
- 13 Mode 4
- 14 눈을 감으면 (Gt ver.) - 김태헌

## 성장드라마 반올림 시즌 3

### 개요
뱀띠 만17세 고2 문제아들을 한 반에 모아 특별관리하는 반, 이름하여 특별반 아이들의 이야기, 문제아로 낙인찍힌 고교생 등의 우정과 사랑에 관한 이야기로 촬영 학교는 인천보건고등학교를 섭외하여 촬영하였다. 2006년 3월 5일부터 2007년 2월 25일까지 매주 일요일 아침 8시 50분에 방송하였다.
기획 및 작가진
- 김종식 → 김현준 (총괄프로듀서)
- 장성환 → 김광필 (책임프로듀서)
- 윤지연 (중간투입, 메인작가)
- 김경희
- 임은하
- 최지수 (구성작가)
- 박선자 (개인 사정으로 중도하차)

### 주연 및 조연(게스트)
- 서준영 - 박이준 역
- 서민우 - 공 윤 역
- 다야 - 주시은 역
- 장아영 - 장아영 역
- 송인화 - 방옥경 역
- 신병현 - 강일권 역
- 여민주 - 나해미 역(25회부터 투입)
- 김대성 - 이한별 역
- 김국빈 - 김국빈 역
- 이건주 - 장영실 역
- 천석현 - 추문덕 역
- 배그린 - 배그린 역(중도하차)
- 정은우 - 엄성민 역(중도하차)
- 장수혜 - 심지연 역(19회까지 출연 후 전학을 에피소드로써 중도하차)
- 안용준 - 배성준 역(29회부터 투입)
- 안내상 - 최성범(담임선생님) 역

용띠 노총각 선생. 차라리 개인사적으로는 자신의 아빠가 생전에 상배 후 재혼하여, 배다른 4남 2녀 중 계배 소생 막내아들, 결혼한 동복 막내 누나가 동복 자형과 함께 과부 생모를 모시고 잘 지내고 있으며, 그리고 배다른 큰누나 부부의 맏외손주 부부가 득녀하여, 친척 노총각 떠꺼머리 증조할아버지 신세까지 됨.
- 이원종 - 박잠봉(이준 아버지) 역

드라마 극중 언사로, 지난 약18년여전이던 1988년 6월 6일 결혼하였으며, 그 이듬해(1989년)에는 아들(박이준)을 득남 후, 지난 1년 전이었던 2005년 3월 6일 당시가 뱀띠 박잠봉(박이준 부)의 만40세 생일이었음.
- 최수린 - 조은영(국어 선생님) 역

- 김을동 - 한정희(교장 선생님) 역

- 최은숙 - 최은숙 역

고2 문제아 반 담임 교사 최성범의 28살 많은 빠른 쥐띠 배다른 큰누나(1954년 춘2월 당시 여고 졸업 세대)
드라마 극중, 2006년 3월 26일, 만70세 때 잠시 겸사 겸사로 이복 동생 최성범 선생의 고등학교 방문. 지난 1년 전이던 2005년 2월 27일 당시가 결혼 50주년(금혼식)이었었으며, 2005년 2월 28일 당시 고희(만69세)를 맞이함.
- 이원종 - 이광준 역

고2 문제아 반 담임 교사 최성범의 31살 많은 닭띠 이복 큰자형(1952년 춘2월 당시 고졸 세대)
드라마 극중 언사로, 2006년 3월 26일, 만73세 때 잠시 겸사 겸사로 이복 손아랫 처남 최성범 선생의 고등학교 방문. 지난 약4년여전이던, 2002년 11월 30일 당시가 고희(만69세)였으며, 2005년 2월 27일 당시가 결혼 50주년(금혼식)이었었음.
- 박원빈 - 송원빈 역

최은숙의 빠른 원숭이띠 외손주 - 최은숙의 큰딸(이재숙) 부부의 맏아들
드라마 극중 언사로, 지난 2004년 2월 29일 당시가 만24세 생일이었으며, 1998년 2월, 98학번으로 입학한 대학교를 2002년 2월 학사 학위 취득한 이후, 2004년 11월 7일, 아내와 결혼하여 2005년 12월 18일 득녀하였고, 2006년 3월 26일 당시 대학원 석사과정 1학년 갓 신입 재학생 및 아직 병역 미필자.
- 하시은 - 송시은 역

최은숙의 보통 돼지띠 맏외손녀 - 최은숙의 큰딸(이재숙) 부부의 맏딸
드라마 극중 언사로, 지난 2002년 11월 9일 당시가 만19세 생일이었으며, 2006년 3월 26일 당시 02학번 출신 전문대학 2학년 1학기 수료 및 휴학중.
- 황선희 - 송선희 역

최은숙의 보통 뱀띠 둘째외손녀 - 최은숙의 큰딸(이재숙) 부부의 막내딸
드라마 극중 언사로, 2004년 3월 7일 당시가 만15세 생일이었으며, 2006년 3월 26일 당시 외국어고등학교 스페인어학과 2학년 재학생.

### 배경과 줄거리
문제아로 낙인찍힌 아이들이 교장의 지시로 비밀리에 만들어진 문제아반에 모이게 된다. 행정상의 착오로 문제아반에 잘못 들어가게 된 이준과 반 친구들에 관한 이야기.

### 사운드트랙
- 01 학교에 가자 - Master P.G
- 02 팅커벨 - Abridge
- 03 Everyday & Everynight - 김주현
- 04 Gray Sky - 이현종, 양승호
- 05 소년의 별 - 이윤종
- 06 Chocolate Drive - 마현권
- 07 월요병 - 김효연(Abridge?)
- 08 시작이야 - 김주현
- 09 천사가 아니었어 - Realdollz
- 10 그대 없는 하루 - 류아
- 11 Beethoven is coming out - (연주곡)
- 12 달려 달려 달려 - Tacopy
- 13 Fly 4 - Tacopy

## 뒷 이야기
- 성장드라마 반올림#1과 성장드라마 반올림#2의 OST가 각각 2003년 9월과 2005년 1월에 발매되었다. 그리고 이 드라마들의 DVD가 2005년 여름에, 약간의 시간차를 두고 발매되었다.